# Piet Klaasse
Piet Klaasse (Sloten, 6 september 1918 – Eemnes, 25 november 2001) was een Nederlandse illustrator, aquarellist, graficus, grafisch ontwerper, lithograaf, schilder, tekenaar en tekenleraar.

## Biografie
Klaasse werkte in Amsterdam en woonde sinds 1964 te Eemnes. Na een korte tijd les te hebben gegeven aan het Montessori Lyceum Amsterdam (met Mance Post als leerling) gaf Piet Klaasse 34 jaar les aan de Rietveld Academie en haar voorloper, van 1947 tot 1981, met als directeuren o.a. Mart Stam, en Simon den Hartog (vanaf 1973).
In die tijd veranderde zowel de onderwijsvorm als de omgang tussen studenten en docenten, maar Piet Klaasse bleef tekenlessen naar model geven. Hij noemt zichzelf "primitief aanhanger van de waarneming". Bewegingstekenen werd zijn specialisme.
In 1950 was Klaasse, naast docent bij de voorloper van de Rietveld academie, bestuurslid van de Werkschuit, een stichting die onderwijs wil vernieuwen met nadruk op het bevorderen van de creativiteit, o.a. door deelname van kunstenaars in het onderwijs en het geven van cursussen voor leraren. Zijn ideeën voor cursussen van de Werkschuit omschrijft hij 1952 als volgt: "Expressie is allereerst: ontlading van het driftleven; oefening van functies; contact leggen; confrontatie met zichzelf; ik kan dit mededelen; afreageren; verwerking en vastlegging van ervaringen; schoonheidsbeleving, ontroering en bevrijding." Naar analogie van de Werkschuit zet hij in 1952 samen met Brecht van den Muijzenberg de Werktent op in kinderkamp Zonneschijn in Loenen op de Veluwe. Met andere leden trekt hij zich in 1961 terug uit de Werkschuit omdat zij te weinig kans zien om hun inzichten over te dragen. In die tijd werkt hij aan kalenders voor De IJssel en de Reproductiecompagnie.
In 1976 werd Piet Klaasse coördinator van de zelfstandig geworden Werkgroep Illustratie aan de Rietveld academie. Deze Werkgroep bestond iets meer dan tien jaar, en werd toen stopgezet.
In de jaren voor de oorlog illustreert Klaasse voor de scouting. In 1946 verschijnt Wij waren getuigen met gedichten van Theun de Vries. Een volgende geïllustreerde uitgave is de tweedelige Kinderbijbel (1959, en 1961). Hij zegt hierover: "'t was een geweldige ervaring dat in kringen van collega's die illustraties gewaardeerd weren..." In 1962 (Keesje Kruimel) en 1978 (De tram is geel en het gras is groen) illustreert hij het Kinderboekenweekgeschenk. Voor de illustraties van Sagen en Legenden van de Lage Landen door Eelke de Jong krijgt hij in 1981 een Gouden Penseel. In 1998 maakte Klaasse voor de Kinderboekenweek het prentenboek Twee oren om te horen, twee ogen om te zien. Als vrije kunstenaar heeft hij in 1964 zijn eerste eenmansexpositie in Utrecht met als onderwerpen stieren, paarden en judo. Zijn eigen werk presenteert hij ook in boeken over paarden en over muziek.

## Eigen werk
- Piet Klaasse. Concours hippographique. van Holkema en Warendorf, Bussum, 1975.
- Piet Klaasse, Jan. G. Elburg. Piet Klaasse tekent paarden. van Holkema en Warendorf, Weesp, 1983.
- Piet Klaasse, Mark Gardner, J. Bernlef. Jam Session, portraits of jazz and blues musicians. Moussault, 1984.
- Piet Klaasse, J. Bernlef, Astrid Bouwman.  Illusie van beweging. Uitgave in eigen beheer, Eemnes, 1993.

- Biografisch Portaal: 17520682
- Digitale Bibliotheek voor de Nederlandse Letteren: klaa021
- Gemeinsame Normdatei: 11938471X
- International Standard Name Identifier: 0000 0000 2502 5248
- Library of Congress Control Number: n79039647
- Nationale Bibliotheek van Israël: 987007448943405171
- Nederlandse Thesaurus van Auteursnamen: 069870179
- RKD-Nederlands Instituut voor Kunstgeschiedenis: 44564
- Système universitaire de documentation: 149250304
- Union List of Artist Names: 500701194
- Virtual International Authority File: 47570292
- WorldCat: E39PBJwxQp7RtWjGCJvRYMM3wC